# Distrito electoral de Cody (condado de Cherry, Nebraska)
Cody (en inglés: Cody Precinct) es un distrito electoral ubicado en el condado de Cherry en el estado estadounidense de Nebraska. En el Censo de 2010 tenía una población de 306 habitantes y una densidad poblacional de 0,29 personas por km².

## Geografía
Cody se encuentra ubicado en las coordenadas 42°54′16″N 101°20′5″O / 42.90444, -101.33472. Según la Oficina del Censo de los Estados Unidos, Cody tiene una superficie total de 1068.68 km², de la cual 1060.85 km² corresponden a tierra firme y (0.73%) 7.82 km² es agua.

## Demografía
Según el censo de 2010, había 306 personas residiendo en Cody. La densidad de población era de 0,29 hab./km². De los 306 habitantes, Cody estaba compuesto por el 96.41% blancos, el 2.29% eran amerindios y el 1.31% pertenecían a dos o más razas. Del total de la población el 1.96% eran hispanos o latinos de cualquier raza.